# Nordred
Nordred är en permanent mekanism för samarbete om räddningstjänst mellan de nordiska länderna.
Nordred grundar sig på ett mellanstatligt avtal: Avtal mellan Danmark, Finland, Norge och Sverige om samarbete över territorialgränserna i syfte att vid olyckshändelse hindra eller begränsa skador på människor eller egendom eller i miljön. Detta träffades i januari 1989 mellan Sverige, Finland , Danmark och Norge, och år 2001 anslöt sig  också Island. 
Syftet är att främja samverkan mellan medlemsländerna beträffande akuta räddningssituationer och också samverkan för att utveckla räddningstjänsten. Avtalet innehåller förpliktelse att lämna bistånd samt om bland annat ledningsansvar och eliminering av import- och exporthinder beträffande räddningsmaterial.
Räddningsöverenskommelsen från 2009 är ett ramavtal. Under detta har ett antal avtal mellan gränskommuner ingåtts, exempelvis:
- Samarbetsavtal mars 2012 mellan Københavns Brandvæsen och Räddningstjänsten syd[1]
- Samarbetsavtal mellan Eda kommun, Strömstads kommun, Tanums kommun, Årjängs kommun, Østfold politidistrikt, Aremarks kommun, Haldens kommun, Markers kommun och Rømskogs kommun 1992 och 2004[2]
- Avtal om Gränsräddningsrådet i Mitt-Skandinavien mellan Länsstyrelsen i Jämtlands län, Fylkesmannen i Sör-Tröndelag och Fylkesmannen i NordTröndelag augusti 2005[3]
- Avtal mellan Räddningstjänstförbundet Östra Norrbotten och Torneå stad att bistå varandra i släcknings- och räddningsarbete, oljesanering samt brådskande sjuktransporter.

## Nordiska räddningsmyndigheter i Nordred
- Sverige – Myndigheten för samhällsskydd och beredskap
- Finland – Inrikesministeriet
- Danmark – Rigspolitichefen och Beredskabsstyrelsen
- Island – Rikspolischefen
- Norge – Hovedredningssentralen i Sør-Norge med stöd från Direktoratet for samfunnssikkerhet og beredskap.